# Tlumač (město)
Tlumač (ukrajinsky Тлумач) je město v Ivanofrankivské oblasti na Ukrajině. K roku 2016 v něm žilo bezmála devět tisíc obyvatel.

## Poloha
Tlumač leží na levém, západním břehu stejnojmenné říčky, pravého přítoku Dněstru. V západní části města se do ní vlévá potok Chrust, v severovýchodní potok Bžezina. Od Ivano-Frankivsku, správního střediska oblasti, je Tlumač vzdálen dvaadvacet kilometrů jihovýchodně.

## Dějiny
První písemná zmínka o městě je z roku 1213. V roce 1448 se Tlumač stal městem. Od roku 1772 do roku 1918 patřil do rakouské Haliče. Po konci první světové války připadl do druhé Polské republiky, kde patřil do Stanislavského vojvodství. Za druhé světové války jej obsadil nejprve Sovětský svaz a pak byl od roku 1941 do roku 1944 obsazen nacistickým Německem.

### Rodáci
- Oskar Katzenellenbogen (1876–1942), polský novinář
- David Diringer (1900–1975), britský jazykovědec
- Harry Redner (* 1937), filosof